# Lygromma ybyguara
Lygromma ybyguara is een spinnensoort in de taxonomische indeling van de Prodidomidae.
Het dier behoort tot het geslacht Lygromma. De wetenschappelijke naam van de soort werd voor het eerst geldig gepubliceerd in 2004 door Rheims & Antonio D. Brescovit.